# Martincho
Francisco Antonio Ebassún Martínez o Francisco Antonio Bassón Martínez, más conocido como Martincho (Farasdués, Ejea de los Caballeros,  9 de marzo de 1708,-Ejea de los Caballeros, 10 de agosto de 1772), fue un torero aragonés. Es conocido especialmente a través de la serie de grabados La tauromaquia de Goya. También aparece en los escritos de Nicolás Fernández de Moratín: 

Fue insigne el famoso Melchor, y el célebre Martincho con su Quadrilla de Navarros, de los quales ha havido grandes Vanderilleros, y Capeadores, como lo fue, sin igual, el diestrísimo Licenciado de Falces.

## Biografía
Fue hijo de María Martínez y del zapatero y también torero Martín Ebassún, fallecido en 1745. Antes de comenzar su carrera taurina, trabajó en la zapatería de su padre. Se casó a los cuarenta años con una joven de veinte y con la que tuvo cuatro hijos. 
Falleció a los 64 años de edad en su domicilio de Ejea de los Caballeros, Zaragoza.

## Torero
Su especialidad era encarar a los toros con hierros en los pies. Se dice que afinó los pases de capote y que inventó las navarras (ir en dirección contraria a la de embestida del toro).
Tomó la alternativa en Madrid en 1750. Por la fama que adquirió con su cuadrilla, en 1759 fue llamado a actuar delante de Carlos III cuando visitaba Zaragoza. Fue cabeza de cartel hacia 1760 en las plazas de Pamplona y Madrid. En Zaragoza inauguró en 1764 con su cuadrilla la plaza de toros mandada construir por Ramón Pignatelli. En el público, estaba un joven Goya con 18 años que, mucho tiempo después, representó en sus grabados las hazañas de Martincho: en una mesa, brincando por encima del toro o con grilletes y sentado en una silla.